# 正蔵院 (新宿区)
正蔵院（しょうぞういん）は、東京都新宿区にある天台宗の寺院。

## 歴史
長禄年間（1457年 - 1460年）、円観によって開山された。円観が現在の東京都千代田区平河町に草庵を結んだのが、当寺の起源である。1688年（元禄元年）に現在地に移転した。
1911年（明治44年）に、近くにあった「養善院」を合併している。
当寺の本尊は薬師如来で、通称｢草刈薬師｣と呼ばれている。これは太田道灌が江戸城を築城しようと建設予定地の草を刈らせていたところ、とある僧侶から授かったものという。
脇本尊は、明治期に合併した養善院の本尊だった閻魔大王であった。この像は運慶作といわれていたが戦災で焼失し、戦後に閻魔大王と不動明王の像が寄進され、安置されている。最近は｢草刈閻魔｣と薬師像と閻魔像が混同されるようになったという。

## 交通アクセス
- 神楽坂駅1a出口より徒歩2分（経路案内）。